# 立川政市
立川 政市（たちかわ まさし、1971年5月28日 - ）は、日本の元俳優。千葉県出身。オスカープロモーションに所属していた。

## 出演

### テレビドラマ
- 金田一少年の事件簿（1995年 - 1996年、日本テレビ） - 向井猛夫 役
- もう大人なんだから!（1996年、MBS） - 大木明 役
- パーフェクトラブ!（1999年、フジテレビ） - 大友克明 役
- 二千年の恋（2000年、フジテレビ） - 松宮刑事 役
- えなりかずきの一休さん（2004年1月8日、フジテレビ） - 警官・立川 役
- 新選組!（2004年、NHK総合） - 村上俊五郎 役
- 万引きGメン・二階堂雪12（2004年7月5日、TBS） - 浅野量平 役

### 映画
- 霧の子午線（1996年1月20日） - 淡路新一郎（大学時代） 役
- 金田一少年の事件簿 上海魚人伝説（1997年12月13日） - 向井猛夫 役
- 新GONIN 極道番外地（2000年9月2日）
- strain（2001年1月12日） - 村井 役

| スタブアイコン | サブスタブ | この項目は、まだ閲覧者の調べものの参照としては役立たない、俳優（男優・女優）に関連した書きかけの項目です。この項目を加筆・訂正などしてくださる協力者を求めています（P:映画/PJ芸能人）。 |